# ケイマン海峡
ケイマン海峡（Cayman Channel）は、カリブ海に浮かぶイギリス領ケイマン諸島、キューバ島と南にあるジャマイカ島間の海峡である。東へはイスパニョーラ島とぶつかり、北へウィンドワード海峡南へジャマイカ海峡へと続く。

## 関連図書
- 「キューバ」『日本大百科全書(ニッポニカ)』。コトバンクより2021年9月8日閲覧。